# Endre Martin Midtstigen
Endre Martin Midtstigen (* 13. März 1986) ist ein norwegischer Schauspieler.

## Karriere
Bekannt wurde er 2006 durch den Thriller Cold Prey – Eiskalter Tod durch die Rolle von Mikal. 2008 folgte eine Rolle in der Fortsetzung Cold Prey 2.

## Filmografie
- 2006: Cold Prey – Eiskalter Tod (Fritt vilt)
- 2008: Cold Prey 2 Resurrection – Kälter als der Tod (Fritt vilt II)
- 2010: Akvarium